# Krościenko Wyżne
Krościenko Wyżne is een dorp in het Poolse woiwodschap Subkarpaten, in het district Krośnieński (Subkarpaten). De plaats maakt deel uit van de gemeente Krościenko Wyżne en telt 3700 inwoners.